# Морс, Теодор
Теодор Ф. Морс (англ. Theodore F. Morse; 13 апреля 1873, Вашингтон — 25 апреля 1924, Нью-Йорк) — американский композитор популярных песен.

## Биография
Теодор Морс родился 13 апреля 1873 года в Вашингтоне, округ Колумбия. Получил образование в Военно-морской академии Мэриленда (англ. Maryland Military & Naval Academy)[уточнить], после чего продолжал изучать скрипку и фортепиано. Вместе с женой Теодорой Морс (урождённая Альфреда Страндберг) под псевдонимом Terriss & Morse стали одним из первых супружеских коллективов песенников для американской музыкальной индустрии.
Морс умер от пневмонии в Нью-Йорке 25 мая 1924 года.
Песню-марш Т. Морса времён 1-й мировой войны «Блубел» (Blue Bell, the Dawn is Waking…) в 1920-е гг. переработал немец Эрих Тессмер, написав на музыку песню «Синеглазка, пора с тобой проститься». Песня исполнялась фрайкором (бригадами Эрхардта) и получила известность в среде реваншистских организаций. Вскоре ту же мелодию использовал союз Стальной шлем с новыми словами «Kamerad, reich mir die Hände» («Товарищ, протяни мне руку»), а затем штурмовики, которые заменили в марше слова «союз фронтовиков» на «штурмовые отряды Гитлера». Коммунисты исполняли песню со словами «Hunger in allen Gassen» («Голод во всех переулках»). После прихода нацистов к власти песня исполнялась как марш Гитлерюгенда с полностью переписанным текстом «Deutschland, du Land der Treue» («Германия, страна верности»).

## Неполный список песен
- 1902 «Два маленьких мальчика», слова Эдвард Мэдден
- 1903 «Дорогая старушка», слова Ричарда Генри Бака
- 1903 «Морская чепуха (Ура Баффиновой бухте!)» из «Волшебника страны Оз», слова Винсента Брайана
- 1903 «Нужны ирландцы, чтобы победить голландцев», слова Эдварда Мэддена
- 1904 «Блубел», слова Эдварда Мэдден и Теодоры Морс
- 1905 «Папина маленькая девочка», слова Эдварда Мэддена
- 1907 «Я хочу быть веселой, веселой вдовой», слова Эдварда Мэддена
- 1908 «Вниз в городе джунглей», слова Эдварда Мэддена
- 1908 «Я вам очень понравился», слова Эдварда Мэддена
- 1908 «Старый рэгтайм», слова Эдварда Мэддена
- 1908 «Глупый мистер Купидон», слова Эдварда Мэддена
- 1909 «Голубое перо», слова Джека Махони
- 1911 «Еще один рэгтайм», слова Теодоры Морс
- 1911 «Куриный ужин тети Скиннер», слова и музыка Эрла Кэрролла, Артура Филдса и Теодора Ф. Морса
- 1913 «Вниз в Обезьяний Виль», слова Гранта Кларка и Эдгара Лесли
- 1913 «Спасение Нелл», слова Гранта Кларка и Эдгара Лесли
- 1915 «Если бы воевали только деревянные солдаты», слова Берта Фицгиббона[10]
- 1915 «Мать», слова Ховарда Джонсона
- 1915 «Мальчик-солдат», слова Д. А. Эсрома[11]
- 1916 «Старые добрые США», слова Джека Дрислейна
- 1917 «Ура! Ура! Вся банда в сборе» с Артуром Салливаном (слова Д. А. Эсрома)
- 1917 «Моя девушка из Красного Креста (Рана где-то в моем сердце)», слова Гарри Бьюли
- 1917 «Спой мне колыбельную любви», слова Теодоры Морс (под псевдонимом Дороти Террисс)
- 1917 «Наши долговязые мальчики-янки в коричневом», слова Эдварда Мэддена и Роберта Ф. Родена
- 1917 «Не бросайте камни в колодец, который дает воду», слова Артура Филдса
- 1917 «Мы выбьем Гелиго — в Гелиго из Гельголанда!», Слова Джона О’Брайена
- 1918 «Мама, вот твой мальчик» с Сидни Д. Митчеллом и Арчи Готтлером
- 1918 «Когда синяя служебная звезда превращается в золото», слова Каспера Натана
- 1918 «Когда я вернусь в свою американскую глушь», слова Артура Филдса
- 1923 «Отрежь себе кусок торта», слова Билли Джеймса
- 1924 «Не вини во всем меня», слова Теодоры Морс и Лео Вуда
- 1924 «Monkey Doodle», слова Теодоры Морс и Лео Вуда